# Goldfleckkegel
Der Goldfleckkegel oder die Gold-Kegelschnecke (Conus aurantius) ist eine Schnecke aus der Familie der Kegelschnecken (Gattung Conus), die im westlichen Atlantischen Ozean und im Karibischen Meer verbreitet ist und sich von Feuerborstenwürmern ernährt.

## Merkmale
Conus aurantius trägt ein mäßig großes Schneckenhaus, das bei ausgewachsenen Schnecken bis zu 7 cm Länge erreicht. Der Körperumgang ist kegelförmig, der Umriss an der Schulter leicht konvex und im übrigen gerade. Die Schulter ist gewinkelt. Das Gewinde ist hoch und mit Tuberkeln besetzt. Die Nahtrampen des Teleoconchs sind konkav. Der Körperumgang ist in der Hälfte zur Basis hin mit in Abständen feinkörnigen, spiralig verlaufenden Linien überzogen.
Das Gehäuse hat ein unregelmäßiges, kastanienbraunes bis orangefarbenes und weißes Wolkenmuster und ist mit unterbrochenen, schmalen, braunen bis orangefarbenen spiraligen Linien überzogen.

## Verbreitung und Lebensraum
Conus aurantius ist im westlichen Atlantischen Ozean und im Karibischen Meer an den Antillen von Curaçao und Bonaire bis zu den Jungferninseln verbreitet, fehlt aber bei Aruba. Er lebt in Meerestiefen von 1,5 m bis 10 m.

## Ernährung
Die Beute von Conus aurantius besteht aus Vielborstern, insbesondere giftigen und wehrhaften Feuerborstenwürmern (Amphinomidae), die er mit seinen Radulazähnen sticht und mithilfe von Gift aus der Giftdrüse immobilisiert. Er scheint seine Beutetiere weniger aktiv aufzusuchen, als dies Conus regius tut, und vielmehr auf vorbeikommende Borstenwürmer zu warten. Die Radula mit dem Zahn wirkt als Harpune, und der Ringelwurm bleibt daran hängen. Löst sich doch einmal der Zahn samt Wurm, so ist die Beute verloren. Der gelähmte Feuerborstenwurm, der oft länger ist als die Schnecke, wird als Ganzes verschluckt, was eine halbe Stunde dauern kann. Nach einiger Zeit würgt die Schnecke Schleimpakete mit unverdauten Feuerborsten („Brennhaaren“) heraus.